# Rudolf van den Berg
Rudolf van den Berg (ur. 6 stycznia 1949 w Rotterdamie, zm. 12 lipca 2025) – holenderski reżyser i scenarzysta filmowy.

## Filmografia

### reżyser
- 1984: Bastille
- 1987: Zoeken naar Eileen
- 1992: De Johnsons
- 1996: Zimne światło dnia (In the Cold Light of Day)
- 1997: For My Baby
- 2002: Migawki z przeszłości (Snapshots)
- 2004: Camera Obscura
- 2006: Exhibition
- 2010: Tirza
- 2012: Süskind

### scenarzysta
- 1984: Bastille
- 1987: Zoeken naar Eileen
- 1997: For My Baby
- 2010: Tirza
- 2012: Süskind